# Thomas Whipple (Kongressabgeordneter)
Thomas Whipple Jr. (* 1787 in Lebanon, New Hampshire; † 23. Januar 1835 in Wentworth, New Hampshire) war ein US-amerikanischer Politiker. Zwischen 1821 und 1829 vertrat er den Bundesstaat New Hampshire im US-Repräsentantenhaus.

## Werdegang
Thomas Whipple besuchte die öffentlichen Schulen seiner Heimat. Im Jahr 1811 zog er nach Warren in New Hampshire. Es folgte ein Medizinstudium in Haverhill und Hanover. Bis 1814 studierte er auch am Dartmouth College. Nach seiner Zulassung als Arzt begann er in Wentworth in seinem Beruf zu praktizieren.
Obwohl Whipple sich keiner Partei anschloss, machte er eine politische Karriere. Zwischen 1818 und 1820 war er Abgeordneter im Repräsentantenhaus von New Hampshire. Bei den Kongresswahlen des Jahres 1820, die staatsweit abgehalten wurden, wurde er für das fünfte Abgeordnetenmandat von New Hampshire in das US-Repräsentantenhaus in Washington, D.C. gewählt. Dort trat er am 4. März 1821 die Nachfolge von Arthur Livermore von der Demokratisch-Republikanischen Partei an. Nach drei Wiederwahlen konnte er bis zum 3. März 1829 vier zusammenhängende Legislaturperioden im Kongress absolvieren. In diese Zeit fielen die politischen  Spannungen zwischen den Anhängern der beiden späteren Präsidenten John Quincy Adams und Andrew Jackson, die auch im Kongress ihre Spuren hinterließen.
Nach dem Ende seiner Zeit im Kongress arbeitete Whipple wieder als Arzt. Er starb am 23. Januar 1835 in Wentworth. Offenbar hatte er den Tod seiner Frau im Jahr 1823 nicht verkraftet, wodurch er ein Alkoholproblem bekam, an dem er schließlich gestorben ist.